# Maximilian Oehl

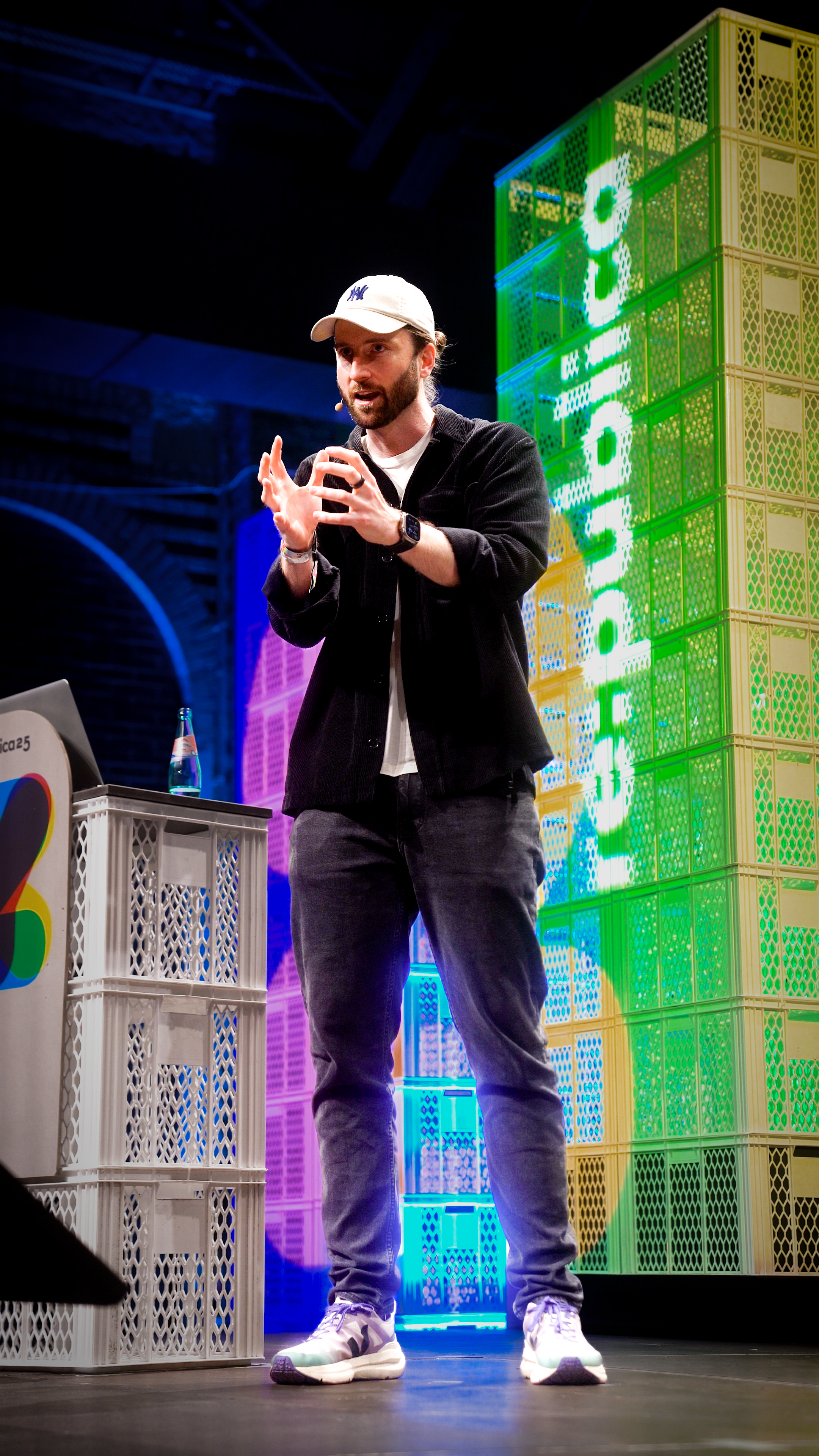
Maximilian Oehl, 2025

Maximilian Oehl (* 10. Juli 1988 in Köln) ist ein deutscher Jurist und Sozialunternehmer. Er ist Mitbegründer und Leiter der Initiative Brand New Bundestag, Gründungsvorsitzender der Refugee Law Clinics Deutschland und Geschäftsführer der Agentur Media Force. Seit 2022 ist Oehl Ashoka Fellow.

## Werdegang
Maximilian Oehl wurde im Juli 1988 als Sohn einer alleinerziehenden Mutter geboren und absolvierte sein Jurastudium als Stipendiat der Studienstiftung des deutschen Volkes an der Universität zu Köln, wo er Initiator und Mitbegründer der ersten studentisch organisierten Refugee Law Clinic (RLC) war. Oehl war auch Gründungsvorsitzender des Bundesverbandes der RLCs, Refugee Law Clinics Deutschland.
Es folgte eine Promotion an der Universität Lausanne, die er 2020 abschloss. Seine Dissertation mit dem Titel „Sustainable Commodity Use“ wurde mit dem Fakultätspreis der Universität Lausanne geehrt. Oehls Publikation wurde u. a. von dem Schweizerischen Nationalfonds gefördert und open access bei Springer Law veröffentlicht.
2019 initiierte Oehl zusammen mit zwei Freunden Brand New Bundestag. Das Projekt leitet er seit Anfang Januar 2022 als Executive Director. Für Oktober 2025 ist das Erscheinen eines Buches von Maximilian Oehl mit dem Titel "Brand New Bundestag: So bringen wir frischen Wind und neue Köpfe in die verstaubten Parlamente — Nach der Wahl ist vor der Veränderung" bei dem Verlag Penguin Randomhouse angekündigt.
Seit 2024 ist Oehl Inhaber und Geschäftsführer der Kampagnenagentur Media Force, die sich für eine demokratieverträgliche Debattenkultur einsetzt.

## Auszeichnungen
Für sein Engagement bei den Refugee Law Clinics erhielt Maximilian Oehl 2015 den Engagementpreis der Studienstiftung des deutschen Volkes.
Im Oktober 2022 wurde Maximilian Oehl als neuer Ashoka Fellow vorgestellt. Zuvor hatte er für seine Rolle bei Brand New Bundestag bereits diverse Auszeichnungen erhalten, u. a. wurde er als „Capital Top 40 under 40“ sowie als TOP50 Diversity Driver der Initiative „BeyondGenderAgenda“ ausgezeichnet.
Im Dezember 2024 kürte die WirtschaftsWoche Oehl als einen von Deutschlands „30 Mutmachern bis 2030“.